# Ernesto La Polla
Ernesto La Polla (Matera, 12 settembre 1872 – Napoli, 23 ottobre 1951) è stato un militare e aviatore italiano, considerato uno dei padri dell'aviazione da bombardamento italiana durante la prima guerra mondiale.
Si distinse particolarmente tra il 1917 e il 1918, come comandante del Raggruppamento bombardieri durante la battaglia del solstizio, e fu tra organizzatori e pianificatori del volo su Vienna compiuto da Gabriele D'Annunzio.
Decorato con la Croce di Cavaliere dell'Ordine militare di Savoia e una Medaglia d'argento al valor militare, nel 1919, dopo la fine della guerra, fu organizzatore del Raid Roma-Tokyo portato a termine da Guido Masiero e Arturo Ferrarin.

## Biografia
Nacque a Matera il 12 settembre 1872. Arruolatosi nel Regio Esercito, fu assegnato all'arma di fanteria, corpo dei bersaglieri. Con il grado di sottotenente e poi di tenente (conseguito il 12 gennaio 1900) prestò servizio nel 7º Reggimento bersaglieri e poi nel 10º Reggimento bersaglieri.
Conseguì il brevetto di pilota sul campo d'aviazione di Pordenone, volando a bordo di un apparecchio Farman MF.7 l'11 giugno 1913, partecipando poi alle grandi manovre tenute dai reparti di cavalleria. Nel novembre dello stesso anno eseguì un volo Pordenone-Pesaro-Foggia-Napoli-Roma di 1 050 km.
In forza all'11º Reggimento bersaglieri, l'8 aprile 1915 venne assegnato a prestare servizio presso il battaglione aviatori.
Il 1º gennaio 1916 il Capitano La Polla assunse il comando del ricostituito III Gruppo aeroplani, formatosi sul campo di aviazione di Verona-Tombetta, destinato a operare con la 1ª Armata. Mantenne tale incarico fino al 10 aprile 1917 quando venne sostituito dal maggiore Ferdinando De Masellis.
Alla fine dell'agosto 1917 un gruppo di ufficiali piloti delle varie squadriglie presenti sul campo di Aviano progettò segretamente di bombardare Vienna. Senza avere alcuna autorizzazione ufficiale il tenente Raffaele Parravicini, coadiuvato dai parigrado Edoardo Scavini, Ignazio Thaon di Revel, Arrigo Abba e Virgilio Sala fece preparare due bombardieri Caproni della 4ª Squadriglia Caproni, dotandoli dei serbatoi ausiliari necessari al lungo volo verso la capitale austriaca. La missione, considerata praticamente senza ritorno, prevedeva di sganciare le due bombe da 25 kg in dotazione sulle officine aeronautiche di Wiener Neustadt, nei sobborghi della capitale austriaca, e per alleggerire al massimo gli aerei essi erano stati privati del carrello anteriore. Qualcosa dei preparativi trapelò ed egli si precipitò ad Aviano per fermare la missione suicida, infliggendo a Parravicini, quale ufficiale più anziano tra quelli coinvolti, 10 giorni di arresti di rigore. Venutolo a sapere Gabriele D'Annunzio espresse il desiderio di effettuare egli stesso tale missione, con i fidi Maurizio Pagliano e Luigi Gori, e il Comando Supremo fece effettuare prove di autonomia modificando un bombardiere Caproni Ca.40.
Promosso tenente colonnello, nel corso del 1918 assunse il comando del Raggruppamento bombardieri. Alla testa dello stesso prese parte alla battaglia del solstizio (giugno 1918) facendo intervenire la cosiddetta "massa da bombardamento", composta da 56 aerei Caproni, che lanciò complessivamente 67 tonnellate di bombe, contribuendo a frenare l'impeto delle forze avversarie. Per questo fatto il 18 ottobre successivo fu insignito della Croce di Cavaliere dell'Ordine militare di Savoia. Si adoperò fortemente per la costituzione della 1ª Squadriglia navale S.A., voluta da D'Annunzio, cui vennero assegnati sia bombardieri Caproni Ca.33 sia nuovi monomotori biplani SIA 9b, e fu tra i pianificatori del volo su Vienna (9 agosto 1918) compiuto da 8 velivoli Ansaldo SVA 5 guidati da D'Annunzio. Al ritorno degli apparecchi sul campo d'aviazione di San Pelagio l'11 agosto successivo emise un ordine del giorno che celebrava gli eroici piloti.
Dopo la fine del conflitto fu comandante del 2º Raggruppamento aeroplani da bombardamento, prestò servizio presso il Ministero della guerra, e il 1 novembre 1922 fu assegnato in servizio presso il Comando Superiore Aeronautica. Nel 1919 fu tra gli organizzatori del Raid Roma-Tokyo portato a termine da Guido Masiero e Arturo Ferrarin.
Si spense a Napoli il 23 ottobre 1951.

## Pubblicazioni
- La Tecnica dell'Aviatore, S. Lattes & C. Editori, Milano, 1916.

### Annotazioni
1. ↑  Tale ordine del giorno recitava: A tutti i comandi dipendenti. Il giorno 9 del corrente mese un gruppo di prodi comandati da Gabriele D'Annunzio affermava, con magnifico volo, la potenza delle Ali d'Italia. Il superbo ardimento fu coronato da pieno successo, per la tenacia, per la fede magnifica, per la preparazione paziente e cosciente di quanti parteciparono all'impresa., per la disciplina di questo stormo di valorosi. Solamente per ciò e per la grandezza dell'animo col quale tutti si accinsero al cimemto, fu possibile aver ragione delle difficoltà atmosferiche, dei pericoli e delle insidie del lunghissimo volo, che fu come la celebrazione della nostra potenza sugli sconfinati domini del cielo: ponenza oramai non più superabile. Al Maggiore D'Annunzio animatore di ogni energia e duce d'eroi, che con animo fermo ed invitta fede fu capo nel volo superbo, a tutti i componenti la spedizione, vada il mio più alto plauso e la riconoscenza della Patria. Il Tenente Colonnello Comandante d'Aeronautica Ernesto La Polla.

### Fonti
1. 1 2 3 4  Mancini 1936, p. 384.
2. ↑   Bollettino ufficiale delle nomine, promozioni e destinazioni negli ufficiali e sottufficiali del R. esercito italiano e nel personale dell'amministrazione militare, 1901,  p. 401. URL consultato il 29 novembre 2019.
3. ↑   Bollettino ufficiale delle nomine, promozioni e destinazioni negli ufficiali e sottufficiali del R. esercito italiano e nel personale dell'amministrazione militare, 1904,  p. 413. URL consultato il 29 novembre 2019.
4. ↑   Bollettino ufficiale delle nomine, promozioni e destinazioni negli ufficiali e sottufficiali del R. esercito italiano e nel personale dell'amministrazione militare, 1915,  p. 533. URL consultato il 29 novembre 2019.
5. 1 2 3 4  Il Fronte del Cielo.
6. 1 2 3  Ludovico 1980, p. 73.
7. ↑  Ludovico 1980, p. 145.
8. 1 2 3  Ufficio Storico dell'Aeronautica Militare 1969, p. 112.
9. ↑  Ludovico 1980, p. 148.
10. 1 2  Ludovico 1980, p. 164.
11. ↑   Bollettino ufficiale delle nomine, promozioni e destinazioni negli ufficiali e sottufficiali del R. esercito italiano e nel personale dell'amministrazione militare, 1923,  p. 173. URL consultato il 29 novembre 2019.
12. ↑  Il Cielo n.19, ottobre 1919, p. 199.
13. ↑  Sito web del Quirinale: dettaglio decorato.
14. ↑  Gazzetta Ufficiale del Regno d'Italia n.85 del 11 aprile 1917, pag.1797.